# Théâtre de l'Hôtel de Ville
Le Théâtre de l'Hôtel de Ville (anciennement connu sous le nom de Théâtre de la Corvée et Théâtre Au bois des amoureux) est un théâtre d'été présentant des comédies et des fresques historiques. Il est situé à Saint-Joseph-de-Beauce au Québec, logeant à l'étage de l'hôtel de ville, construit en 1938.